# Schizomida
Ordre
Synonymes
- Tartarides Thorell, 1888

Les Schizomida, Schizomides en français, sont un ordre d'arachnides. On en connaît près de 350 espèces actuelles.

## Description

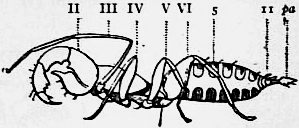
Schizomus crassicaudatus

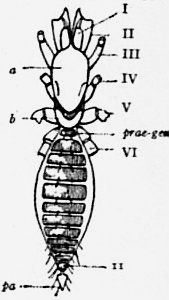
Schizomus crassicaudatus

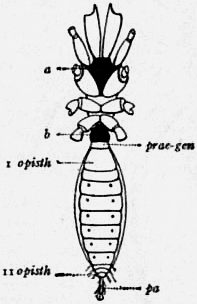
Schizomus crassicaudatus

Ils mesurent généralement moins de 5 mm mais parfois jusqu'à 10 mm.
L'opisthosoma est un ovale lisse de douze segments reconnaissables. Le premier est réduit et forme le pédoncule, tandis que les trois derniers sont restreints, formant le pygidium. Le dernier segment porte une courte queue en forme de fouet ou de flagelle, composée tout au plus de quatre segments.

## Liste des familles
Selon Schizomids of the World (version 1.0), :
- Hubbardiidae Cook, 1899
- Protoschizomidae Rowland, 1975
- †Calcitronidae Petrunkevitch, 1945 fossiles du Cénozoïque

## Publication originale
- Petrunkevitch, 1945 : Calcitro fisheri-A new fossil Arachnid. American Journal of Science, vol. 243, no 6, p. 320-329.